# Kullflon-Nyflon
Kullflon-Nyflon este o arie protejată (arie specială de conservare — SAC, sit de importanță comunitară — SCI) din Suedia întinsă pe o suprafață de 3.639,7 ha, integral pe uscat.

## Localizare
Centrul sitului Kullflon-Nyflon este situat la coordonatele 63°58′35″N 14°55′36″E / 63.9764°N 14.9266°E.

## Înființare
Situl Kullflon-Nyflon a fost declarat sit de importanță comunitară în aprilie 2003 pentru a proteja un număr necunoscut de specii din flora spontană și fauna sălbatică aflate în arealul zonei. Situl a fost protejat și ca arie specială de conservare în decembrie 2009.

## Biodiversitate
Situată în ecoregiunea alpină, aria protejată conține 6 habitate naturale: Turbării Aapa, Pajiști alpine și boreale, Taiga vestică, Păduri nordice subalpine/subarctice cu Betula pubescens ssp. czerepanovii, Lacuri și iazuri distrofice naturale, Mlaștini turboase de tranziție și turbării mișcătoare.
La baza desemnării sitului se află un număr nedeclarat de specii protejate.